# Goniobranchus sinensis
Goniobranchus sinensis is een slakkensoort uit de familie van de Chromodorididae. De wetenschappelijke naam van de soort is voor het eerst geldig gepubliceerd in 1985 door Rudman.